# Le Juste Droit
Pour plus de détails, voir Fiche technique et Distribution.
Le Juste Droit est un film français réalisé par Sandra Zadeh et Serge Poljinsky, sorti en 1979.

## Fiche technique
- Titre : Le Juste Droit
- Réalisation : Sandra Zadeh et Serge Poljinsky
- Scénario : Sandra Zadeh et Serge Poljinsky
- Photographie : Serge Poljinsky
- Son : Sandra Zadeh
- Montage : Serge Poljinsky et Sandra Zadeh
- Musique : Bob Quibel, Bernadette Rollin et Patrick Siniavine
- Production : Collectif Grain de sable
- Pays de production :  France
- Genre : Film dramatique
- Durée : 75 minutes
- Date de sortie : 
  - France : 17 octobre 1979

## Distribution
- Luc Cendrier : Jacques Dubois
- Sophie Goupil : Sophie Dubois
- Sylvie Flepp : Catherine
- Daniel Langlet : le médecin
- Catherine Chevallier